# Laurence Heydel Grillere
Laurence Heydel Grillere, née le 18 novembre 1968 à Strasbourg, est une femme politique française. Membre de Renaissance (RE), elle devient députée de l'Ardèche le 23 juillet 2022 et redevient suppléante d'Olivier Dussopt, le 11 février 2024.

## Biographie
Suppléante d'Olivier Dussopt lors des élections législatives de juin 2022, elle le remplace à l'Assemblée nationale le 23 juillet suivant. Elle rejoint le groupe Renaissance et siège à la commission du Développement durable et de l'Aménagement du territoire. Le 11 février 2024, Laurence Heydel Grillere est remplacée à la députation par Olivier Dussopt, qui retrouve son poste. Elle redevient donc la suppléante de l'ancien ministre.
Elle est élue présidente de Renaissance Ardèche en février 2023.
En juin 2024, elle se présente aux élections législatives comme candidate titulaire. Elle échoue dès le premier tour, en arrivant en troisième position, malgré le soutien de l'ancien ministre Olivier Dussopt.
Elle est la mère d'Ambroise Méjean, président des Jeunes avec Macron de 2019 à 2025.